# 堕天使BLUE
「堕天使BLUE」（ダテンシブルー）は、Λuciferの1枚目のシングルである。1999年9月15日発売。

## 概要
アニメ『KAIKANフレーズ』のオープニングテーマに起用された。

## 収録曲
1. 堕天使BLUE
作詞:森雪之丞作曲:TAKUYA
2. Silent Melody
作詞:森雪之丞 作曲:TAKUYA
3. 堕天使BLUE(オフ・ヴォーカル・ヴァージョン)